# Aleksandr Ivanovič Lebed'
Aleksandr Ivanovich Lebed (em russo: Алекса́ндр Ива́нович Ле́бедь; Novocherkassk, 20 de abril de 1950 – Abakan, 28 de abril de 2002) foi um general e político russo.
Foi um tenente general da Armada Russa e um político muito popular na Rússia pós-soviética, vice-presidente da Federação Russa durante o período de Boris Yeltsin. Foi morto por causa da catastrófica queda de um helicóptero Mi-8 na Sibéria Ocidental.

## Carreira militar
Após ter repreendido brutalmente o separatismo no Cáucaso durante os anos 1980, incluindo a dispersão violenta de uma onda independentista, em 9 de abril, em frente ao edifício de governo de Tbilisi, capital da Geórgia, o qual provocou vinte mortos, Lebed' foi comandante da 106ª divisão paraquedista das guardas de Tula de 1990 a 1991.
Permaneceu no centro da atenção nacional e russa e internacional depois do falido golpe de estado soviético de 1991, no qual uma conjura de comunistas da velha guarda procurou arruinar o governo reformista de Mikhail Gorbatchev para reverter as suas reformas, conhecidas por Glasnost e Perestroika. No ápice da crise, expoentes comunistas de linha dura ordenaram à Armada Vermelha que circundasse a Casa Branca, sede do parlamento russo. O general Lebed' obteve ordens de rodear o parlamento com tanques, mas os soldados não empreenderam nenhuma ação violenta contra os parlamentares, e enfim Yeltsin, opositor ultra-reformista a Gorbatchev, e presidente democraticamente eleito da República Socialista Federativa Soviética Russa, que se opôs corajosamente aos golpistas, subiu em um BMP-3 para fazer um discurso em defesa das reformas.
Mais tarde, Lebed' foi promovido e se tornou o vice comandante supremo das tropas aéreas russas, cujo comandante era o general Pavel Grachev.

## Na liderança da 14ª Armada
Aleksandr Lebed' se tornou em junho de 1991 o comandante da 14ª Armada Russa, baseada na Moldávia.
A presença das suas tropas é geralmente considerada responsável pelo conflito em grande escala na região, ainda mais porque Lebed' expressou publicamente o seu desgosto com a corrupção a ininterrupta ocupação do poder de Igor' Smirnov, presidente da Transnístria, uma sub-região que aspirava se separar da Moldávia.
Em 30 de maio de 1995 assinala a sua demissão para irromper na arena política da Rússia pós-soviética. Nas eleição à Duma, o parlamento da Federação Russa, em dezembro de 1995, Lebed' é o cabeça de um partido nacionalista moderado com o nome de Congresso das Comunidades Russas (Конгресс русских общин). O partido não consegue superar os 5% para obter lugares no parlamento mas o mesmo Lebed' é eleito em um colégio eleitoral.

## Terceiro no primeiro turno das eleições presidenciais em 1996
Aleksandr Lebed' concorre como candidato às eleições presidenciais russas em 1996 e termina em terceiro com 14.5% dos votos no primeiro turno. Dois dias depois, o presidente Bóris Yeltsin o escolhe para o papel de secretário do Conselho de Segurança da Federação Russa e como Consultor de Segurança Nacional do Presidente. Lebed', por sua vez, apoia Yeltsin no segundo turno, o qual sai vencedor duas semanas mais tarde.
O curso político de Lebed' foi marcadamente propenso à militarização. Aclamou o golpe de estado de Augusto Pinochet, em Chile, afirmando em um artigo que "preservar o exército é a base para preservar o governo."
Na qualidade de hábil político e como poeta diletante, Lebed', aconselhado por assessores políticos, começou a utilizar uma linguagem feita de proclames ameaçadores e a utilização de palavras de quatro letras durante as suas aparições públicas, representando o arquétipo de um "horrível nacionalista russo".
Como chefe do conselho de segurança russo, entabulou negociações com o presidente checheno Aslan Maskhadov e assinou acordos de paz com o Daguestão, no burgo checheno de Khasavyurt, onde foi assinado o fim da Primeira Guerra da Chechênia, em agosto de 1996. Em seguida foi expulso do Conselho de Segurança Russo pelo presidente Bóris Yeltsin, em outubro de 1996, após a instauração de conflitos de Lebed' e o influente ministro interno Anatolij Kulikov.

## Em 1997 ocorre a denúncia do desaparecimento de armas nucleares portáteis
Em 7 de setembro de 1997, em uma entrevista de TV no jornal Sixty Minutes, Aleksandr Lebed' sustentava que a ex-União Soviética perdera alguns de seus arsenais, o registro de algumas armas nucleares miniaturizados, na dimensão de uma maleta. Tanto o governo norte americano como a Rússia imediatamente confrontaram as afirmações de Lebed'. O governo russo contestava ainda a criação de armas de mercúrio vermelho.

## Morte suspeita em um acidente de helicóptero de transporte civil
Em 17 de maio de 1998, Aleksandr Lebed' venceu a eleição para o governo de Krai de Krasnoiarsk. Ocupou o encargo até a sua morte em 28 de abril de 2002, em um acidente de helicóptero de causas controversas, circundado por grande afeto e popularidade no mundo militar. A causa oficial do incidente foi a colisão do aparelho com linhas elétricas durante a travessia dos Montes Sajany em uma jornada de neblina. A sua morte foi discussão de diversas teorias da conspiração.